# Lotus glacialis
Lotus glacialis là một loài thực vật có hoa trong họ Đậu. Loài này được (Boiss.) Pau miêu tả khoa học đầu tiên.